# BAFTA Student Film Awards
O BAFTA Student Film Awards é uma cerimônia anual de premiação organizada pelo BAFTA como uma vitrine para o talento crescente da indústria. O prêmio de animação foi patrocinado em 2017 e 2018 pelo estúdio de animação Laika.